# Agency (romanzo)
Agency è un romanzo di fantascienza dello scrittore William Gibson del 2020. È il seguito del romanzo Inverso, pubblicato nel 2014.

## Trama
Il romanzo narra le vicende avvenute in un 2017 alternativo in cui Hillary Clinton ha vinto le elezioni presidenziali del 2016. 
Una giovane donna di nome Verity testa un innovativo software per avatar sviluppato dall'esercito, per conto di una start-up di San Francisco. Le vicende coinvolgono persone provenienti da un XXII secolo post-apocalittico che viaggiano indietro nel tempo fino al 2017.

## Edizioni
- (EN) William Gibson, Agency, 1ª ed., New York, Berkley, 2020,  p. 416, ISBN 9781101986936.
- (DE) William Gibson, Agency, Lipsia, Tropen, 2020,  p. 464, ISBN 978-3-608-50474-3.
- William Gibson, Agency, traduzione di Daniele Brolli, Milano, Mondadori, 2021,  p. 408, ISBN 9788835708537.